# Олибони, Сильвио
Сильвио Олибони (итал. Silvio Oliboni; 31 октября 1912, Верона, Королевство Италия — 20 августа 1976, Верона, Республика Италия) — итальянский живописец, писавший картины в стиле постимпрессионизма и экспрессионизма, представитель «второго поколения» венецианской школы тональной живописи.

## Биография
Родился в Квиндзано под Вероной в 1912 году. В возрасте пятнадцати лет увлёкся рисованием. В 1930 году поступил на курсы рисования в институт Бренцони в Вероне. Затем обучался живописи в академии Чиньяроли у Антонио Нарди.
В 1932 году его работы впервые были представлены публике в национальном лагере на Межрегиональном показе во Флоренции, после чего он продолжил совершенствовать свою технику. В начале творческого пути участвовал в ряде коллективных выставок. Во время Второй мировой войны был призван в армию и служил в зенитной части в Трентино, где в 1944 году провел свою первую персональную выставку.
После войны, некоторое время работал в Земельном реестре в качестве чертежника, продолжая писать картины. В 1947 году прошла его выставка в Салоне Буон-Консильо в Тренто. В 1951—1953 годах Олибони участвовал в Национальном художественном биеннале в Вероне.
С 1950-х по 1970-е годы художник активно занимался творчеством. Он предпринял ряд исследовательских поездок по Италии и Европе. В это же время Олибони участвовал в многочисленных выставках и художественных национальных и международных конкурсах. В 1954 году состоялось его первое путешествие по Германии.
В 1959 году Олибони получил серебряную медаль короля Бодуэна за картины на выставке в Брюссельском Салоне. В 1963 году он участвовал в Национальной выставке в городе Каприно-Веронезе и был награжден золотой медалью. В 1966 году посетил Францию, а затем Югославию, где на выставке современного искусства в Любляне был показан ряд его работ. В 1967 и 1968 годах Олибони путешествовал по Тоскане и Апулии. В 1969 году он посетил Великобританию. Во время своих поездок художник продолжал исследовать опыт предшественников и совершенствовать свою технику. В замке Ричардс-Кастла в Шропшире, в Великобритании прошла его персональная выставка.
В 1970—1973 годы он вернулся в Апулию, где вскоре уже участвовал в организации нескольких персональных выставок, а также в ряде выставок с другими художниками. Его персональная выставка в галерее Новелли в Вероне в 1972 году имела большой успех у зрителей и получила признание критиков.
В 1974 году Олибони впервые посетил Испанию, где провел всю весну и лето в Гранаде и других городах Андалусии, увлеченно создавая солнечные пейзажи. Эти работы были представлены им публике в художественных галереях Грифе и Эскода в Мадриде. Весной 1975 года художник вернулся в Тоскану и поселился Сан-Миниато. Летом он жил и работал в Каорле и у устья реки Пьяве.
В 1976 году Олибони снова вернулся в Испанию, где активно занимался творческой деятельностью в Мадриде. По возвращении на родину он умер после непродолжительной болезни в Вероне 20 августа 1976 года.